# 福州战役 (1944年)
此次福州战役，也稱福州第二次沦陷。是民国三十三年（1944年）9月27日，日军陆军第六十二独立混成旅团2,000余人，在长岭熹一的指挥下，从闽江口的晓沃、道沃、浦口、东岱等地登陆；28日占领连江琯头。10月1日，日军从连江分兵两路攻掠福州：一路从潘渡、汤岭进犯大北岭；一路攻占闽安镇和马尾。10月4日，日军从大北岭和马尾两路会攻并占领福州，同时占领长乐，福州第二次沦陷。